# 苯并咪唑
苯并咪唑是一个多环芳香杂环化合物，由苯和咪唑并合而成，分子式为C7H6N2。维生素B12分子中，5,6-二甲基苯并咪唑为碱基与钴中心相连。
苯并咪唑与咪唑类似，也是制备氮杂环卡宾的常用原料。此类卡宾由N,N'-二取代的苯并咪唑用碱在2-位去质子化制得，用于制取过渡金属卡宾配合物。

## 制备
苯并咪唑由邻苯二胺与甲酸 或等量原甲酸三甲酯缩合制得：
C6H4(NH2)2  +  HC(OCH3)3  →  C6H4N(NH)CH  +  3 CH3OH
2-取代的苯并咪唑可由此法用其他羧酸制备。

## 延伸阅读
- Grimmett, M. R. . Boston: Academic Press. 1997. ISBN 0-12-303190-7.